# ぼくら青春の日々
『ぼくら青春の日々』は、NHK総合テレビジョンの音楽番組『ステージ101』のレギュラー・グループだったヤング101が、1973年にNHKステージ101の名義で発表したアルバムである。

## 解説
ヤング101の通算10作目のオリジナル・アルバムで、CBSソニーから発売された4作目に相当する。
『ステージ101』の2代目音楽監督の東海林修が音楽監督、編曲、ヤング指導を担当。以下の面々が演奏を務めた。
- A面 – 松木恒秀（ギター）、矢島賢（ギター）、武部秀明（ベース）、田中清（ドラムス）、栗林稔（キーボード）
- B面 – 東海林修（キーボード）、鈴木茂（ギター）、細野晴臣（ベース）、林立夫（ドラムス）

2024年6月、本作を含めてヤング101がCBSソニーから発表した6作のアルバムがサブスクリプション配信された。

## 収録曲
| #  | タイトル                   | 作詞       | 作曲       | 編曲     | 歌                                     |
| -- | -------------------------- | ---------- | ---------- | -------- | -------------------------------------- |
| 1. | 「春夏秋冬」               | 泉谷しげる | 泉谷しげる | 東海林修 | 山崎功＆ザ・チャープス                 |
| 2. | 「地下鉄にのって」         | 岡本おさみ | 吉田拓郎   | 東海林修 | 田中星児、まきのりゆき、塩見大治郎ほか |
| 3. | 「おきざりにした悲しみは」 | 岡本おさみ | 吉田拓郎   | 東海林修 | 工藤たけし＆ザ・チャープス             |
| 4. | 「れんげ草」               | 安東久     | 安東久     | 東海林修 | 山田美也子＆塩見大治郎                 |
| 5. | 「少女」                   | 五輪真弓   | 五輪真弓   | 東海林修 | 中川圭子                               |
| 6. | 「旅の宿」                 | 岡本おさみ | 吉田拓郎   | 東海林修 | 田中星児＆まきのりゆき                 |

| #  | タイトル                   | 作詞     | 作曲     | 編曲     | 歌                         |
| -- | -------------------------- | -------- | -------- | -------- | -------------------------- |
| 1. | 「ジャングルジム」         | 及川恒平 | 東海林修 | 東海林修 | ヤング101男声              |
| 2. | 「僕が5年前に考えたこと」  | 及川恒平 | 東海林修 | 東海林修 | 田中星児＆まきのりゆき     |
| 3. | 「ふしあわせな朝」         | 及川恒平 | 東海林修 | 東海林修 | 広美和子＆山崎功           |
| 4. | 「何もしてあげられないよ」 | 及川恒平 | 東海林修 | 東海林修 | 工藤たけし＆ザ・チャープス |
| 5. | 「山手線からの風景」       | 及川恒平 | 東海林修 | 東海林修 | 塩見大治郎                 |
| 6. | 「僕の暮し」               | 及川恒平 | 東海林修 | 東海林修 | 井上稔＆工藤たけし         |
| 7. | 「イニシャルを刻め！」     | 及川恒平 | 東海林修 | 東海林修 | 塩見大治郎＆ヤング101      |

## CDボックス『ギフト・ボックス』
2012年、ヤング101名義の5枚組のCDボックス・セット『ギフト・ボックス』が発売された。本作の全曲はディスク3に収録された。